# Euodio
Flavio Euodio (latino: Flavius Euodius o Eubodius; fl. 385-386) è stato un prefetto e funzionario romano dell'usurpatore Magno Massimo.

## Biografia
Euodio è attestato come prefetto del pretorio per la Gallia nel 385-386, sotto l'usurpatore Magno Massimo.
Nel 385 mise sotto processo Priscilliano, il vescovo spagnolo iniziatore del Priscillianesimo denunciato dai vescovi spagnoli all'imperatore Massimo, e, trovatolo colpevole, lo mise a morte.
Nel 386 resse il consolato assieme a Flavio Onorio, figlio dell'imperatore Teodosio I: fu un evento significativo, perché in questo periodo Teodosio stava adottando una politica riconciliatoria con l'usurpatore, e il riconoscimento del consolato del suo prefetto nei territori sotto il dominio di Teodosio ne costituisce un indizio.